# 李佳憲
李佳憲（英語：Neil Lee），台灣數位科技顧問公司LeadBest Consulting Group共同創辦人暨執行長，大學畢業於淡江大學資訊管理系，研究所畢業於國立台灣大學工業工程學研究所，現為悠遊卡股份有限公司董事、國立台灣大學工業工程學研究所兼任講師、社團法人台灣敏捷協會常務理事。

## 生平
2008年，李佳憲共同創辦了時間軸科技，初始團隊僅有8位的網路聯播平臺公司，推出的第一個產品為好時光貼曆，2010年，社群和智慧型手機興起，約30位夥伴的團隊轉型為App製作公司，2013年，遠東集團旗下的遠傳電信投資併購時間軸科技，推出friDay購物、巷弄美食等平台。
2018年，李佳憲共同創辦了LeadBest Consulting Group 領投肯科技，透過數位賦能和賦能型風險投資(Venture Studio)協助企業創新，內部以敏捷方法內部溝通開發，外部以敏捷思維與客戶協作。
2020年11月，LeadBest Consulting Group獲2020數位奇點獎【最佳IoT應用獎】【最佳數位技術應用獎】【最佳產品創新獎】三大獎項。
2020年12月，獲《財富雜誌》（Fortune）專題報導，內容指出，LeadBest引進來自矽谷「賦能型風險投資」（Venture Studio）模式，並在亞洲的商業場景中建立成功案例。